# Syamsudin Noor Airport
Syamsudin Noor Airport är en flygplats i Indonesien.   Den ligger i provinsen Kalimantan Selatan, i den västra delen av landet, 900 km öster om huvudstaden Jakarta. Syamsudin Noor Airport ligger 20 meter över havet.
Terrängen runt Syamsudin Noor Airport är mycket platt. Runt Syamsudin Noor Airport är det mycket tätbefolkat, med 1 056 invånare per kvadratkilometer. Närmaste större samhälle är Martapura, 12,2 km öster om Syamsudin Noor Airport. Omgivningarna runt Syamsudin Noor Airport är en mosaik av jordbruksmark och naturlig växtlighet.